# Afrolidia diversa
Afrolidia diversa är en insektsart som beskrevs av Nielson 1992. Afrolidia diversa ingår i släktet Afrolidia och familjen dvärgstritar. Inga underarter finns listade i Catalogue of Life.